# (5703) Hevelius
(5703) Hevelius es un asteroide perteneciente al cinturón de asteroides descubierto el 15 de noviembre de 1931 por Karl Wilhelm Reinmuth desde el Observatorio de Heidelberg-Königstuhl, Alemania.

## Designación y nombre
Designado provisionalmente como 1931 VS. Fue nombrado Hevelius en homenaje al eminente astrónomo Johannes Hevelius, cervecero y concejal de la ciudad de Gdansk, ahora Danzig. Después de estudiar en Leiden, Londres, París y Aviñón, erigió un observatorio privado y fue un observador implacable. Su Selenographia, que contiene mapas lunares detallados obtenidos con refractores largos, lo hizo conocido. Otros trabajos importantes incluyen Cometographia, Machina coelestis (observaciones astrométricas de estrellas y planetas), Annus climactericus, el Star Atlas y el Star Catalog basado en mediciones con cuadrantes de tipo Tychonic y sextantes. La segunda esposa de Hevelius, Catharina Elisabeth, fue una de las primeras astrónomas.

## Características orbitales
Hevelius está situado a una distancia media del Sol de 2,582 ua, pudiendo alejarse hasta 3,038 ua y acercarse hasta 2,127 ua. Su excentricidad es 0,176 y la inclinación orbital 14,27 grados. Emplea 1516,27 días en completar una órbita alrededor del Sol.

## Características físicas
La magnitud absoluta de Hevelius es 13. Tiene 5,859 km de diámetro y su albedo se estima en 0,39. 